# Pacullidae
Pacullidae é uma família da ordem Araneae. Retomou ao status de família em 2017, antes estava junto a Tetrablemmidae.